# Ledina Çelo

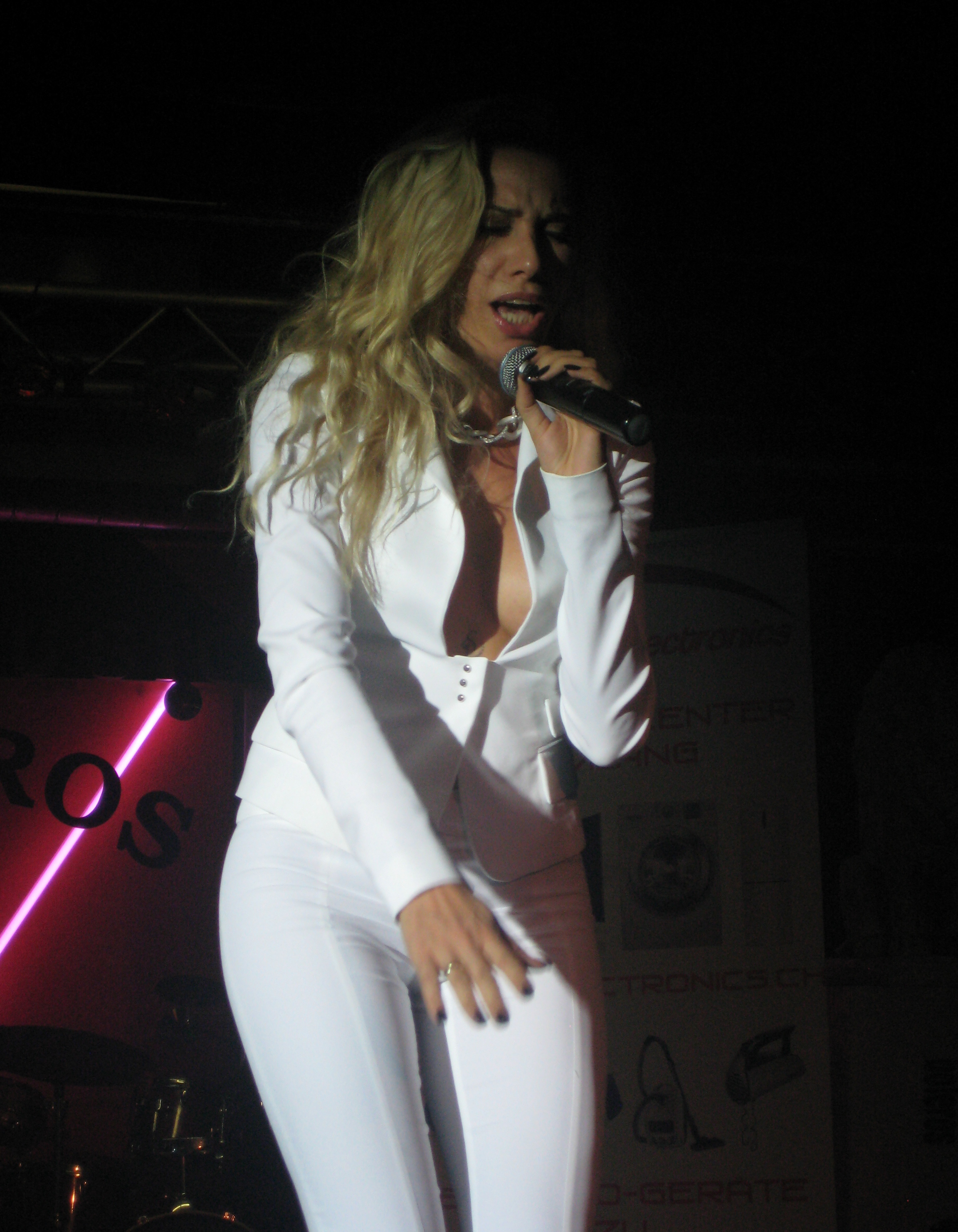
Ledina Çelo in Zürich 2012

Ledina Çelo (* 9. Februar 1977 in Tirana) ist eine albanische Sängerin und Model.

## Leben und Wirken
Ihren größten Erfolg feierte sie am 18. Dezember 2004 mit dem Gewinn der 43. Veranstaltung des albanischen Musikfestivals Festivali i Këngës, das sie selbst ein Jahr zuvor noch moderiert hatte. Bei dem Festival setzte sie sich gegen 31 Konkurrenten durch. Mit ihrem von Adrian Hila komponierten und von Pandi Laco getexteten Siegerlied Nesër shkoj qualifizierte sich Çelo damit automatisch für den Eurovision Song Contest 2005 in Kiew. Dort belegte sie mit 53 Punkten den 16. Platz unter 24 Teilnehmern.
Im November 2006 nahm sie erneut am Festivali i Këngës teil und erreichte mit dem Lied Jemi të huaj den zweiten Platz. Im Jahr 2016 war sie eine der beiden Moderatoren des Festivals.